# 볼더링

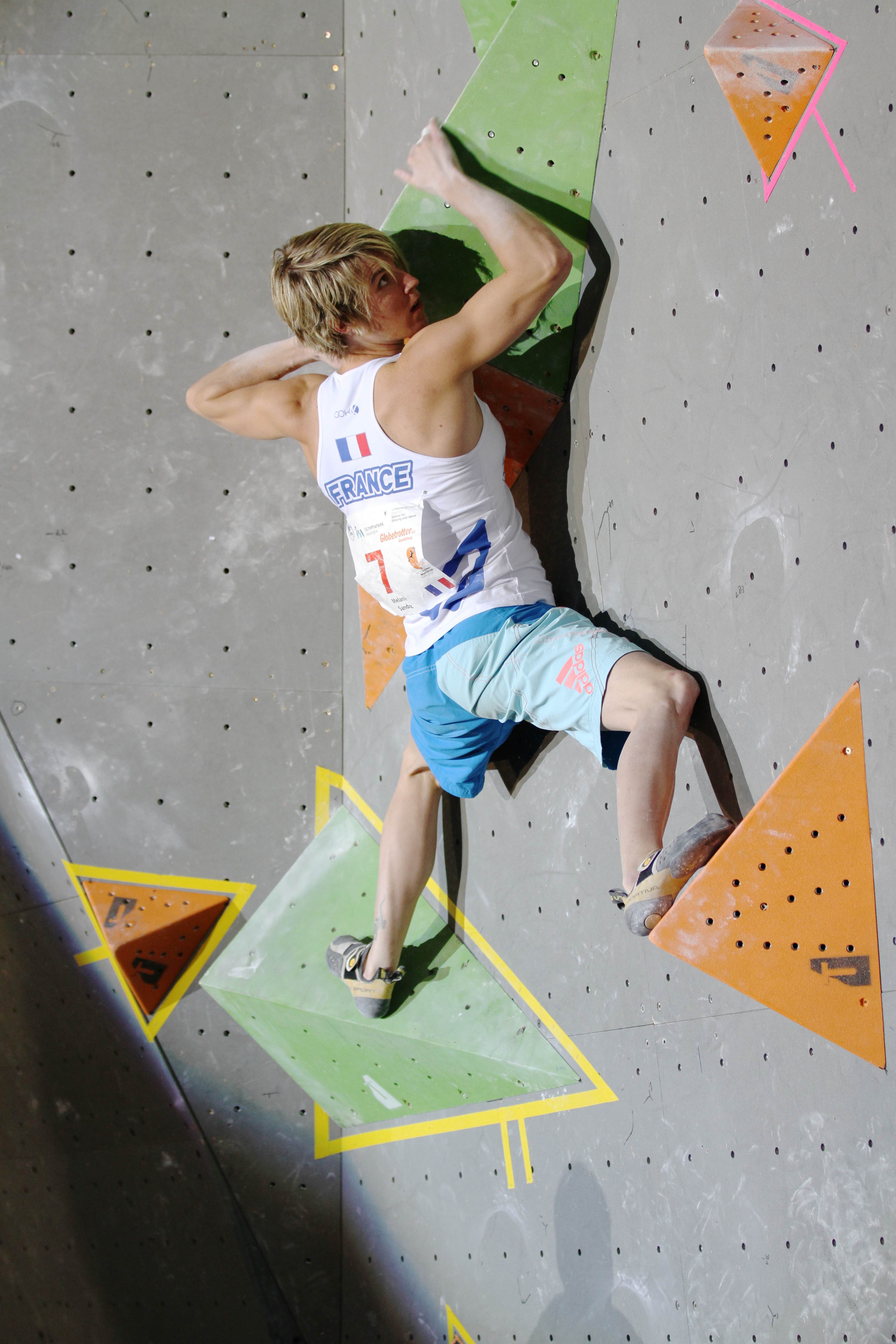

볼더링(영어: bouldering)이란 암벽 등반의 한 장르로 로프 없이 바위 덩어리(boulder)를 오르는 행위다. 안전을 위해서 크래쉬 패드(Crash pad, bouldering pad라고도 함)를 바닥에 깔아놓고 하는 것이 보통이다.